# FM-2030

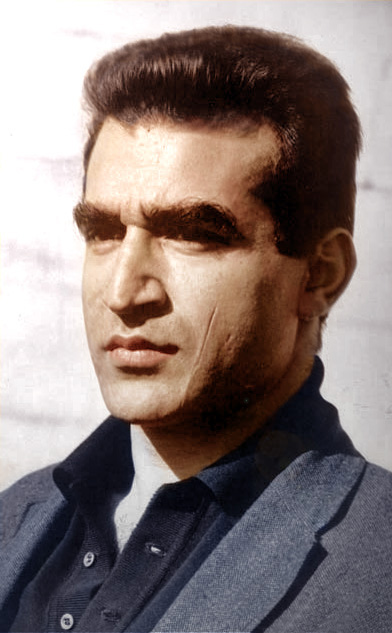
FM-2030 (ca. 1960–1970, koloriert)

FM-2030 (* 15. Oktober 1930 als Fereidoun M. Esfandiary in Brüssel; † 8. Juli 2000 in New York City) war ein iranisch-US-amerikanischer Schriftsteller, Philosoph und Transhumanist.

## Leben
FM-2030 wurde als Fereidoun M. Esfandiary  (persisch فریدون اسفندیاری) geboren. Der Sohn eines iranischen Diplomaten verbrachte einen Großteil seiner Kindheit in Botschaften und diplomatischen Außenstellen, sodass er im Alter von elf Jahren bereits in 17 Ländern gelebt hatte. Später nahm er an den Olympischen Sommerspielen 1948 als Mitglied des iranischen Teams im Basketball teil. Von 1952 bis 1954 war er Mitglied im United Nations Special Committee on Palestine. 1959 erschien sein Erstlingswerk The Day of Sacrifice („Der Opfertag“), das in elf Sprachen übersetzt und von der New York Tribune als eines der besten Bücher des Jahres 1959 bezeichnet wurde. Bekanntheit erlangte FM-2030 durch sein Buch Are You a Transhuman?: Monitoring and Stimulating Your Personal Rate of Growth in a Rapidly Changing World von 1989, welches sich mit den Ideen des Transhumanismus und des Futurismus auseinandersetzt. Das Werk hatte großen Einfluss auf die damalige transhumanistische Bewegung und gilt noch heute als eines der bedeutendsten literarischen Erzeugnisse dieses Gebietes. FM-2030 starb im Jahre 2000 an den Folgen eines Pankreastumors und wurde am Sitz der Alcor Life Extension Foundation, einer kryonischen Organisation, in Scottsdale, Arizona, eingefroren.

## Bedeutung des Namens
Fereidoun M. Esfandiary entschied sich für seine Namensänderung aus zwei Gründen: Zum einen, um seinem Traum, das Jahr 2030 zu erleben, Nachdruck zu verschaffen und zum anderen, um der Praxis der modernen Namensgebung zu entfliehen. Letzterer Punkt wurde von FM-2030 als der wichtigere angesehen, da seiner Ansicht nach die heutige Namensgebung ihre Wurzeln in einem kollektiven Gedächtnis haben, welches ein Relikt aus der tribalistischen Vergangenheit der Menschen darstellt. Traditionelle Namen wirken daher als eine Art Stempel kollektiver Identität, die anderen gegenüber das Geschlecht und die Nationalität offenbart und somit Wegbereiter von Stereotypie, Parteilichkeit und Diskriminierung darstellen. Er selbst sagte dazu:

“Conventional names define a person’s past: ancestry, ethnicity, nationality, religion. I am not who I was ten years ago and certainly not who I will be in twenty years. […] The name 2030 reflects my conviction that the years around 2030 will be a magical time. In 2030 we will be ageless and everyone will have an excellent chance to live forever. 2030 is a dream and a goal.”

„Herkömmliche Namen definieren die Vergangenheit einer Person: Abstammung, Ethnizität, Nationalität und Religion. Ich bin nicht der, der ich vor zehn Jahren war, und sicherlich nicht der, der ich in zwanzig Jahren sein werde. […] Der Name 2030 spiegelt meine Überzeugung wider, dass die Jahre um 2030 eine magische Zeit sein werden. 2030 werden wir alterslos sein und jeder wird eine exzellente Chance haben, ewig leben zu können. 2030 ist ein Traum und ein Ziel.“

## Werke
Fiktion
- Fereidoun Esfandiary: The Day of Sacrifice. 1. Auflage. McDowell Obolensky Publ., New York 1. Januar 1959.
- Fereidoun Esfandiary: Beggar. Astor-Honor Inc, New York 1965, ISBN 0-8392-1154-6.

Non-Fiktion
- F. M. Esfandiary: Up-wingers. John Day Co, New York 1973, ISBN 0-381-98243-2.
- F. M. Esfandiary: Telespheres. Popular Library, New York, N.Y. 1977, ISBN 0-445-04115-3.
- F. M. Esfandiary: Optimism one; the emerging radicalism. 1. Auflage. Norton, New York 1970, ISBN 0-393-08611-9.
- FM-2030: Are you a transhuman? monitoring and stimulating your personal rate of growth in a rapidly changing world. Warner Books, New York 1989, ISBN 0-446-38806-8.

Romane
- F. M. Esfandiary: Identity card: a novel. Grove Press, New York 1. Januar 1966.
- F. M. Esfandiary: Der Letzte Ausweis. Büchergilde Gutenberg, Frankfurt am Main u. a. 2009, ISBN 978-3-7632-5998-4.